# Zamek Lobkovice
Zamek Lobkovice – pierwotnie średniowieczna twierdza rodziny Lobkoviców, później przebudowana na renesansowy zamek w Lobkovicach, aktualnie dzielnicy Neratovic.

## Historia
Pierwsza wzmianka o zamku pochodzi z 1403 roku, kiedy należała do praskiego mieszczanina Prokopa Kruknera. Fundator wybrał na zbudowanie pierwotnie prawdopodobnie drewnianej fortecy dogodne miejsce chronione zboczami cypla i bagnami. Jedynie od strony zachodniej twierdza znajdowała się na poziomie otoczenia, dlatego konieczne było zbudowanie sztucznego umocnienia w postaci muru i fosy. Z tej fortyfikacji zachowała się fosa przed zachodnim skrzydłem dzisiejszego zamku. Po 1403 roku właściciele Lobkovic zmieniali się bardzo szybko, dopiero w 1409 roku Mikuláš z Újezda nabył twierdzę wraz z wsią Lobkovice i dwiema innymi. Ten Mikuláš jest protoplastą czeskiej rodziny Lobkoviców. Mikuláš przystąpił do przebudowy zamku na większą gotycką - rdzeniem nowej twierdzy była trzykondygnacyjna graniastosłupowa kamienna wieża zachowana w południowym skrzydle dzisiejszego zamku. Na parterze wieży zachowało się oryginalne gotyckie sklepienie kolebkowe. Kondygnacje wieży oddzielone były od siebie jedynie belkowymi stropami. Część warowni była prawdopodobnie budynkiem mieszkalnym stojącym w miejscu dzisiejszego zachodniego skrzydła zamku. Poszczególne kondygnacje łączyły jedynie drewniane schody. Mikuláš był właścicielem twierdzy aż do śmierci w 1435 roku. Lobkovice odziedziczyli jego synowie Mikuláš i Jan Popel. W 1445 roku bracia podzielili pomiędzy siebie majątek ojca, a Lobkovice przypadły Janowi. Jan był przeciwnikiem króla czeskiego Jerzego z Podiebradów, którego wojska obległy i zdobyły twierdzę Lobkovice w 1450 roku. Już rok później Jerzy z Podiebradów zwrócił twierdzę Janowi Popelowi. Później zamek Lobkovice nabył Albrecht Jiří z Očedělic, wspomniany jako właściciel Lobkovic po raz pierwszy w 1489 roku. Zmarł jednak w następnym roku po czym zamek zmieniał właściciela kilkukrotnie w krótkim czasie aż w roku 1496 nabył go Beneš Sekera z Sedčic.